# Dia (ソフトウェア)
Dia（ディア、発音: [ˈdiə]）は、 GNOMEデスクトップのダイアグラムエディタ。 WindowsのVisioに相当するオフィスアプリケーションである。フローチャートやUML図を作成することができる。GPLのもとに自由ソフトウェアとして公開されている。